# Поццоло-Формігаро
Поццоло-Формігаро, Поццоло-Форміґаро (італ. Pozzolo Formigaro, п'єм. Posseu) — муніципалітет в Італії, у регіоні П'ємонт,  провінція Алессандрія.
Поццоло-Формігаро розташоване на відстані близько 440 км на північний захід від Рима, 95 км на схід від Турина, 19 км на південний схід від Алессандрії.
Населення — 4793 особи (2014).

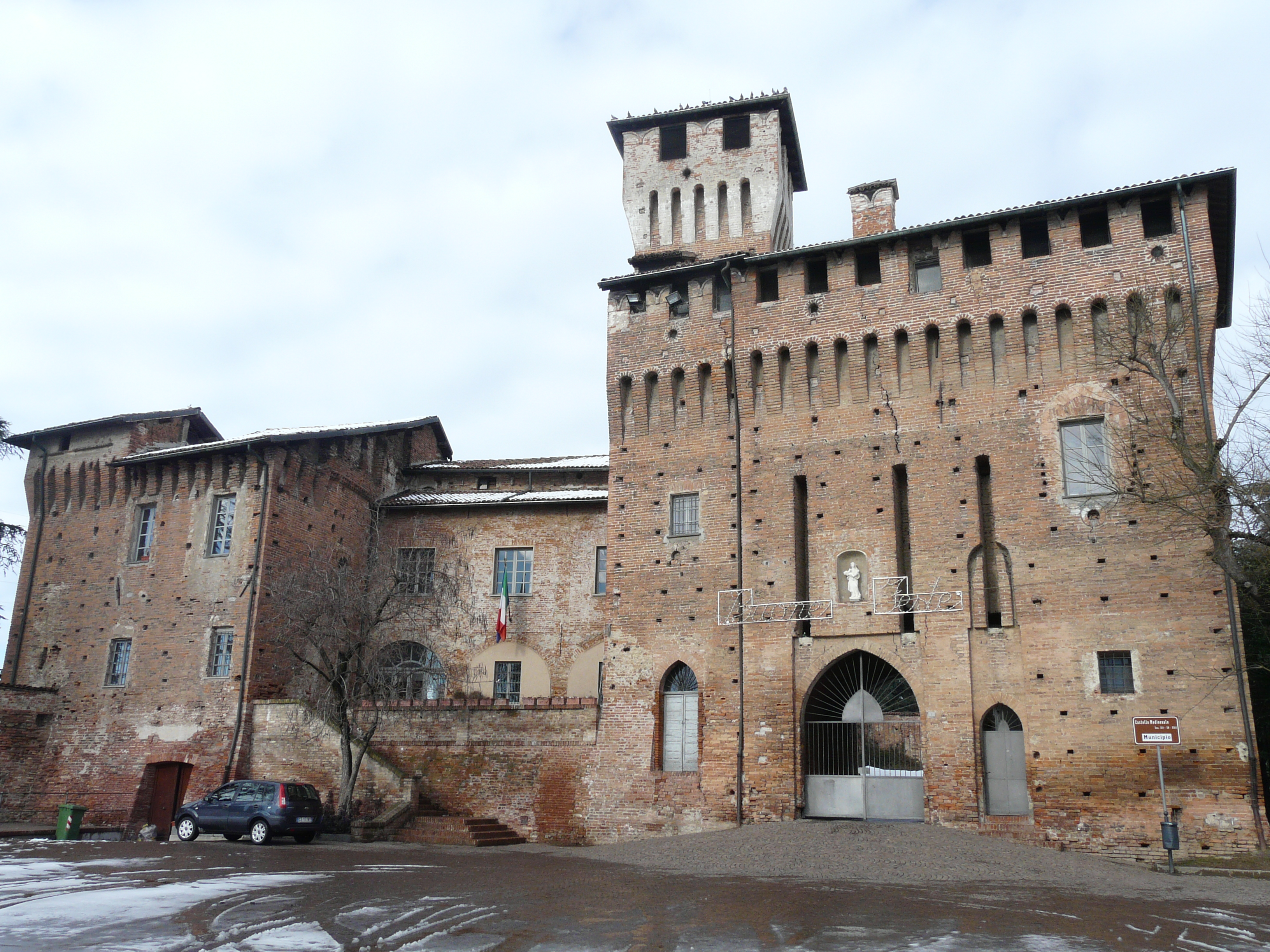

Щорічний фестиваль відбувається 20 січня. Покровитель — San Sebastiano.

## Демографія
Населення за роками:

Станом на 1 січня 2023 року в муніципалітеті офіційно проживав 291 іноземець з 35 країн, серед них 121 громадянин країн Євросоюзу та 10 громадян України.

## Сусідні муніципалітети
- Боско-Маренго
- Кассано-Спінола
- Нові-Лігуре
- Тортона
- Віллальвернія